# Kacper Łopata
Kacper Mieczysław Łopata (Cracovia, 27 agosto 2001) è un calciatore polacco, difensore del Ross County in prestito dal Barnsley.

## Biografia
Nato a Cracovia, si è trasferito a Bristol all'età di nove anni.

## Caratteristiche tecniche
È un difensore centrale.

## Carriera

### Club
Cresciuto nelle giovanili di Southampton, Bristol City e Yeovil Town, nell'ottobre del 2018 ha firmato un contratto di due anni con il Brighton venendo assegnato alla formazione Under-18. Nel 2019 è stato ceduto in prestito al Whitehawk in Isthmian Football League, ma dopo soli sei mesi ha cambiato squadra firmando con i polacchi dello Zagłębie Sosnowiec fino a giugno.
Il 25 agosto 2020 ha firmato un contratto di durata triennale con lo Sheffield Utd ed un anno più tardi, il 10 agosto 2021, ha debuttato in prima squadra nell'incontro di Coppa di Lega vinto 1-0 contro il Carlisle Utd. Il 28 ottobre seguente è stato ceduto in prestito al Southend Utd fino a gennaio, trasferimento in seguito esteso fino al termine della stagione ma interrotto nel mese di marzo. Il 2 settembre 2022 è tornato al Southend a titolo definitivo, ma il 27 marzo del 2023 è stato ceduto al Woking con cui ha concluso la stagione.
Il 6 giugno 2023 ha firmato un quadriennale con il Barnsley ma a causa di un infortunio alla clavicola ha faticato a trovare continuità nonostante un buon inizio. Il 1º febbraio 2024 è stato prestato al Port Vale fino al termine della stagione per giocare con maggior continuità. Rientrato al club biancorosso, ha giocato alcuni incontri nelle coppe nazionali in estate per poi passare in prestito al Ross County, club della prima divisione scozzese.

### Nazionali
Ha giocato con le nazionali giovanili polacche Under-18, Under-19, Under-20 ed Under-21.

## Statistiche

### Presenze e reti nei club
Statistiche aggiornate al 30 marzo 2025.
| Stagione            | Squadra             | Campionato          | Campionato | Campionato | Coppe nazionali | Coppe nazionali | Coppe nazionali | Coppe continentali | Coppe continentali | Coppe continentali | Altre coppe | Altre coppe | Altre coppe | Totale | Totale | Totale |
| Stagione            | Squadra             | Comp                | Pres       | Reti       | Comp            | Pres            | Reti            | Comp               | Pres               | Reti               | Comp        | Pres        | Reti        | Pres   | Reti   |        |
| ------------------- | ------------------- | ------------------- | ---------- | ---------- | --------------- | --------------- | --------------- | ------------------ | ------------------ | ------------------ | ----------- | ----------- | ----------- | ------ | ------ | ------ |
| 2019-gen. 2020      | Whitehawk           | IL                  | 15         | 3          | FACup           | 0               | 0               | -                  | -                  | -                  | FAT         | 0           | 0           | 15     | 3      |        |
| gen.-giu. 2020      | Zagłębie Sosnowiec  | 1L                  | 7          | 0          | CP              | 0               | 0               | -                  | -                  | -                  | -           | -           | -           | 7      | 0      |        |
| 2020-2021           | Sheffield Utd       | PL                  | 0          | 0          | FACup+CdL       | 0               | 0               | -                  | -                  | -                  | -           | -           | -           | 0      | 0      |        |
| ago.-ott. 2021      | Sheffield Utd       | FLC                 | 0          | 0          | FACup+CdL       | 0+2             | 0               | -                  | -                  | -                  | -           | -           | -           | 2      | 0      |        |
| ott. 2021-mar. 2022 | Southend Utd        | NL                  | 17         | 0          | FACup           | 1               | 0               | -                  | -                  | -                  | FAT         | 0           | 0           | 18     | 0      |        |
| 2022-mar. 2023      | Southend Utd        | NL                  | 22         | 1          | FACup           | 1               | 0               | -                  | -                  | -                  | FAT         | 3           | 0           | 26     | 1      |        |
| Totale Southend Utd | Totale Southend Utd | Totale Southend Utd | 39         | 1          |                 | 2               | 0               |                    | -                  | -                  |             | 3           | 0           | 44     | 0      |        |
| mar.-giu. 2023      | Woking              | NL                  | 5          | 0          | FACup           | 0               | 0               | -                  | -                  | -                  | FAT         | 0           | 0           | 5      | 0      |        |
| 2023-gen. 2024      | Barnsley            | FL1                 | 13         | 0          | FACup+CdL       | 0+1             | 0               | -                  | -                  | -                  | FLT         | 1           | 0           | 15     | 0      |        |
| gen.-giu. 2024      | Port Vale           | FL1                 | 6          | 0          | FACup+CdL       | 0               | 0               | -                  | -                  | -                  | FLT         | 0           | 0           | 6      | 0      |        |
| ago. 2024           | Barnsley            | FL1                 | 0          | 0          | FACup+CdL       | 0+1             | 0               | -                  | -                  | -                  | FLT         | 1           | 0           | 2      | 0      |        |
| Totale Barnsley     | Totale Barnsley     | Totale Barnsley     | 13         | 0          |                 | 2               | 0               |                    | -                  | -                  |             | 2           | 0           | 17     | 0      |        |
| 2024-2025           | Ross County         | SP                  | 25         | 0          | CS+CdL          | 1+0             | 0               | -                  | -                  | -                  | -           | -           | -           | 26     | 0      |        |
| Totale carriera     | Totale carriera     | Totale carriera     | 110        | 4          |                 | 7               | 0               |                    | -                  | -                  |             | 5           | 0           | 122    | 4      |        |